# چشمه شش‌پیر
چشمه شش‌پیر چشمه‌ای تاریخی در ۵ کیلومتری شهر اردکان در شهرستان سپیدان و در ۶۵ کیلومتری شمال غرب شیراز است. این چشمه در میان مردم بومی دارای احترام خاصی می‌باشد و در طول سال روزهای خاصی در این مکان جمع و به توزیع نذورات خود می‌پردازند. آب این چشمه از میان شکاف‌های کوه به آرامی بیرون می‌آید و چندمتر پایین‌تر از سرچشمه رودخانه‌ای به همین نام به راه می‌افتد. دریاچه برم شش‌پیر در راه این رود قرار دارد.

## پیشینه تاریخی
این چشمه در نزد مردم محلی تقدس دارد و در آنجا برای نذر و نیاز شمع روشن می‌کنند. همچنین در زمان قاجاریه جوی آبی از این چشمه به شیراز می‌رفته، که سنگ نبشته‌ای نیز در این رابطه موجود است. بنا به اعتقادات مردم محلی شش انسان مقدس به داخل غاری وارد می‌شوند و دهانه غار بسته می‌شود و از آنجا این چشمهٔ بزرگ در حد یک رودخانه از زیر کوه خارج می‌شود.